# Katie Ledecky
|}
Kathleen Genevieve Ledecky (Washington, D.C., 17. ožujka 1997.) američka je plivačica. 
Osvojila je devet zlatnih olimpijskih medalja i 21 zlatnu medalju na svjetskim prvenstvima, najviše u povijesti za plivačice. S 14 medalja, također je najodlikovanija Amerikanka, najodlikovanija plivačica i peta najodlikovanija sportašica u povijesti Olimpijskih igara. Osvojila je rekordnih 16 pojedinačnih zlatnih medalja na Svjetskim prvenstvima u vodenim sportovima. Ledeckyjenih osam pojedinačnih zlatnih medalja na Olimpijskim igrama i 26 ukupnih medalja na Svjetskim prvenstvima u vodenim sportovima rekordi su u ženskom plivanju‌. Ledecky je svjetska rekorderka na 800 i 1500 metara slobodnim stilom za žene (duga i kratka staza), kao i bivša svjetska rekorderka na 400 metara slobodno za žene (duga staza). Također ima najbrža vremena u utrkama na 500, 1000 i 1650 jardi slobodnim stilom za žene. Mnogi je smatraju najboljom plivačicom svih vremena i jednom od najvećih olimpijaca svih vremena.
U svom međunarodnom debiju na Olimpijskim igrama u Londonu 2012. kao 15-godišnjakinja, Ledecky je neočekivano osvojila zlatnu medalju u ženskoj utrci na 800 metara slobodnim stilom. Četiri godine kasnije napustila je Rio de Janeiro kao najodlikovanija sportašica Olimpijskih igara 2016., s četiri zlatne medalje, jednom srebrnom medaljom i dva svjetska rekorda. Na Olimpijskim igrama u Tokiju 2020. Ledecky je postala najodlikovanija američka sportašica i postala prva američka plivačica koja je pobijedila u pojedinačnom natjecanju na trima Olimpijskim igrama zaredom.
Godine 2023. osvojila je zlato na Svjetskom prvenstvu na 800 metara, postavši jedina u plivanju koja je osvojila šest zlatnih medalja na Svjetskom prvenstvu u istoj disciplini. Ukupno je osvojila 50 medalja (38 zlata, 10 srebra i 2 bronce, stanje 2024.) na velikim međunarodnim natjecanjima, uključujući Ljetne olimpijske igre, Svjetska prvenstva i Panpacifička prvenstva. Tijekom svoje karijere oborila je šesnaest svjetskih rekorda.
Uspjeh Ledecky donio joj je nagradu „Swimming World” za svjetsku plivačicu godine rekordnih pet puta. Ledecky je također proglašena sportašicom godine „Associated Pressa” 2017. i 2022., međunarodnom prvakinjom od strane „L'Équipe”a 2014. i 2017., sportašicom godine Olimpijskog odbora Sjedinjenih Država 2013., 2016. i 2017., sportašicom godine od strane Zaklade za ženski sport 2017. i ESPY najboljom sportašicom 2022. Godine 2024. američki predsjednik Joe Biden dodijelio joj je Predsjedničko odličje slobode.